# 分線駅

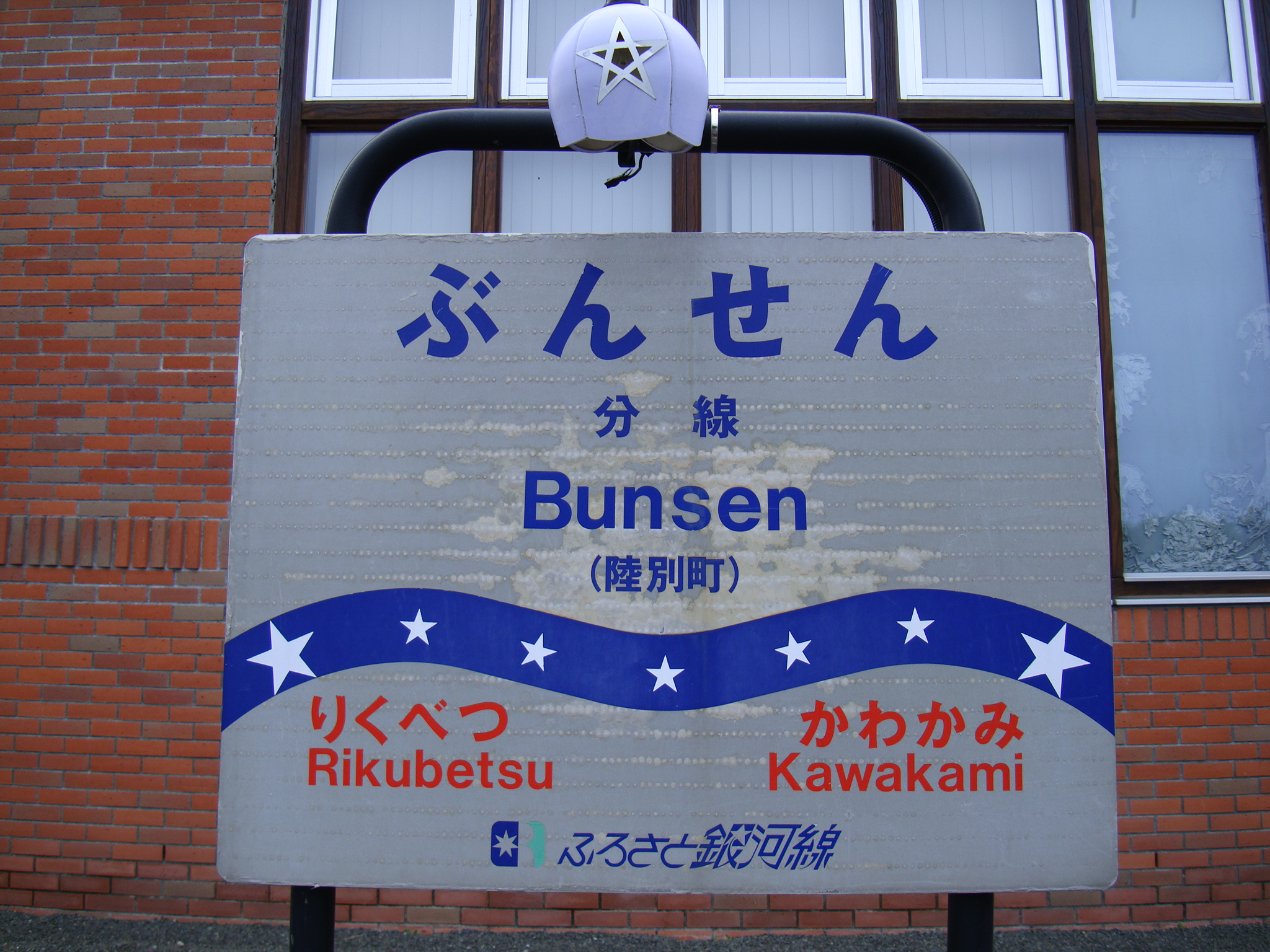
陸別駅で保存される駅名標（2009年7月）

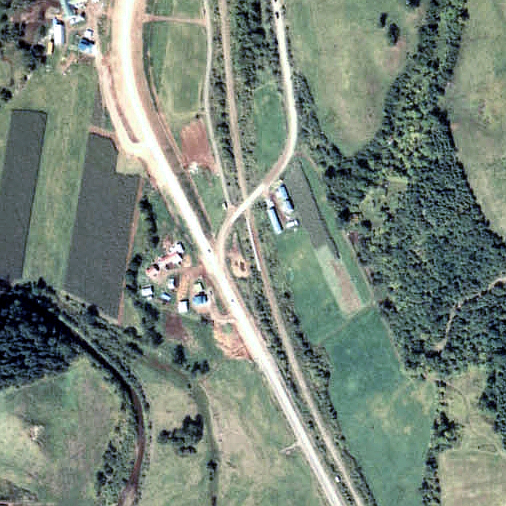
1977年、国鉄池北線時代の分線駅と周囲500 m範囲。上が北見方面。

分線駅（ぶんせんえき）は、北海道足寄郡陸別町字陸別原野分線にあった北海道ちほく高原鉄道ふるさと銀河線の駅である。国鉄・JR北海道池北線時代の電報略号はホヘ。事務管理コードは▲110513。

## 歴史

### 年表
- 1958年（昭和33年）9月10日：日本国有鉄道網走本線に、旅客のみ取り扱う無人駅として開業[4][5]。
- 1961年（昭和36年）4月1日：路線の呼称変更により[6]、池北線の駅となる。
- 1987年（昭和62年）4月1日：国鉄分割民営化により北海道旅客鉄道に継承[2]。
- 1989年（平成元年）6月4日：経営移管により、北海道ちほく高原鉄道ふるさと銀河線の駅となる[7][8]。
- 2006年（平成18年）4月21日：ふるさと銀河線廃線により廃止。
- 2021年（令和3年）4月24日：ふるさと銀河線りくべつ鉄道により、廃止後15年ぶりに運転体験・本線乗車体験が可能となる。

### 駅名の由来
町の区画（基線）の分かれ目であることから。

## 駅構造
単式ホーム1面1線を有する地上駅であった。

## 駅周辺
遠くに集落が見える。
- 国道242号
- 利別川
- 分線川
- 北海道北見バス「分線」停留所

## 駅跡
ホーム・待合室は撤去されたが、線路は2015年(平成27年) 9月からふるさと銀河線りくべつ鉄道が保存・管理している。2021年より、旧陸別駅～旧分線駅間の復活運転を開始した。

## 隣の駅
北海道ちほく高原鉄道
ふるさと銀河線
陸別駅 - 分線駅 - 川上駅